# Juan Manuel Silva (Fußballspieler)
Juan Manuel Silva Riveros (* 18. Juni 1970 in Copiapó) ist ein ehemaliger chilenischer Fußballspieler. Der Mittelfeldspieler absolvierte zwei Länderspiele für Chile.

## Karriere

### Verein
Juan Silva begann seine Profikarriere 1991 bei Zweitligist Regional Atacama. 1993 wechselte der auch Chamaco genannte Silva zum CD Cobreloa, mit dem er direkt die Vizemeisterschaft gewinnen konnte. Dort entwickelte er sich zu einer wichtigen Säule des Teams und war von 1998 bis 2000 Kapitän der Zorros del Desierto. 2001 ging Silva zum CD Cobresal, mit dem ihm in seiner ersten Saison der Aufstieg in die Primera División gelang. 2004 beendete er dort seine Karriere. Nach seinem Karriereende blieb er dem Klub als Co-Trainer und Sportdirektor treu.

### Nationalmannschaft
Juan Silva debütierte im Mai 1994 für das chilenische Nationalteam unter Trainer Mirko Jozić beim Freundschaftsspiel gegen Peru. Beim 2:1-Erfolg wurde der Mittelfeldspieler in der 73. Spielminute für Gabriel Mendoza eingewechselt. Seinen zweiten und letzten Länderspieleinsatz hatte Chamaco im November 1994 ebenfalls als Einwechselspieler bei der 0:3-Niederlage im Freundschaftsspiel gegen Argentinien.